# グランドパレード
グランドパレード（Grand Parade、1916年 - 1932年）は、アイルランドで生産され、イギリスで調教されたサラブレッドの競走馬であり、種牡馬である。1918年4月から1919年6月まで8戦に出場し7勝した。1918年のアイルランドの代表する2歳馬であり、Anglesey Stakesやナショナルプロデュースステークスで勝利した。1919年に英ダービーに勝利した。

## 背景
アメリカの政治家Richard Crokerにより生産され、海運王のLord Glanelyに合計470ギニーで売られた。3歳のシーズンに、サフォーク州のニューマーケットにある厩舎でLord Glanelyの私設調教師のFrank Barlingにより調教された。
父のOrbyは、Crokerが所有及び生産しており、1907年にダービーを勝利した最初のアイルランド調教馬である。オービーは、グランドパレードやダイアデム（1000ギニーの勝者で主要なスプリンター）を除き、かなり成功した種牡馬であった。牝馬の血統は平凡であった。母のGrand Geraldineは元荷馬車馬であり、2歳のときに1度レースに出ただけであった。その馬はグランドパレードの全兄弟 (Howard O'Carroll, Oakland, Ybro) を産んだがレースでの成功は限定的であった。

## 経歴

### 1918年: 2歳
4月のニューマーケット競馬場でのFitzwilliam Stakesを皮切りに6つのレースのうち5つのレースで勝利した。その後3か月間休養した後7月のSoltykoff Stakesのためにニューマーケットに戻った。このレースのために著名なオーストラリアの調教師Etienne L. de Mestreの息子であるEtienne G. de Mestreにより調教された, その後のシーズンはBehanという調教師により監督されるアイルランドに移されたため異常に変化した。アイルランドの最初の3レース（全てカラ競馬場でBiennial Stakes, the Anglesey Stakes, ナショナルプロデューズステークス）で無敗であった。秋にはイギリスに戻り、Frank Barlingの厩舎に入った。荒れた海を移動し回復する時間が与えられなかったにもかかわらず、Moulton Stakesのためにニューマーケットに直接送られた。GlanmerinとKnight of the Airに次ぐ3位となり、騎手のSteve Donoghueはその下手な騎乗を批判された。年の最後にThe Pantherより2ポンド下で2番目に良い2歳馬と評価された。

### 1919年: 3歳
1919年の春は公の場でレースをしなかった。同じ厩舎のDominionが2000ギニーで3位に終わりNewmarket Stakesで勝利しダービーに期待され注目されていた。しかし、グランドパレードは好調で私的なレースで"He"と呼ばれる4歳馬とレースをしダービーでの自身の地位を確立した。年上の馬（後にコロネーションカップで勝利した馬）に3ポンドを譲り、楽に勝利した。この印象的な成果のニュースが公になると、ダービーでの期待が高まり、100/12(8/1強)のオッズが出された。しかし、ダービーの直前にかかとにけがを負い調教を中断し参加が疑われたため、オッズは33/1になった。GlanelyとBarlingの厩舎の騎手Arthur SmithはDominionに騎乗することを選択し、グランドパレードはFred Templemanが騎乗することになった。
1919年のダービーは、第一次世界大戦以来初めてエプソム競馬場で開催された。軍により約4年間使用されてきた芝コースは非常に状態が悪く、レースの朝の雨により予想ができなくなった。このレースは終戦以来最初の競馬大会に参加していたジョージ5世を含む多くの観衆を魅了した。グランドパレードはオッズ33/1と人気が薄く、2000ギニー勝者のThe Pantherがオッズ6/5で一番人気となった。The Pantherはスタート時に激しく動揺しスタートを数分遅らせたことでチャンスを失ったように見えた。レースが始まると、Templemanはグランドパレードを目立つ位置にし、直線に入るときにPaper Moneyに次ぐ2位につけた。直線の途中でPaper Moneyを追い抜き、勝利した。差してきたBuchanは2位となり、Paper Moneyは3位となった。
6月中旬にロイヤルアスコットのセントジェームズパレスステークスに出場し、唯一負けを喫したGlanmerinと対戦した。この最後のレースでは4分の3馬身差で勝利したが、これはGlanmerinでの騎乗が良くなかったためであろう。

## 種牡馬として
産駒には多くの勝利馬がいるが、特に初年度産駒には2000ギニーの優勝馬であるディオフォンがいる。1932年5月にニューマーケットで死去した。

## 血統
| グランドパレードの血統       | グランドパレードの血統        | グランドパレードの血統         | （血統表の出典）            | （血統表の出典） |
| 父 Orby (GB) ch. 1904        | 父の父Orme b. 1889            | Ormonde b. 1883                | ベンドア                    | ベンドア         |
| 父 Orby (GB) ch. 1904        | 父の父Orme b. 1889            | Ormonde b. 1883                | Lily Agnes                  |                  |
| 父 Orby (GB) ch. 1904        | 父の父Orme b. 1889            | Angelica b. 1879               | Galopin*                    | Galopin*         |
| 父 Orby (GB) ch. 1904        | 父の父Orme b. 1889            | Angelica b. 1879               | St. Angela                  |                  |
| 父 Orby (GB) ch. 1904        | 父の母Rhoda B. br. 1895       | Hanover ch. 1884               | Hindoo                      | Hindoo           |
| 父 Orby (GB) ch. 1904        | 父の母Rhoda B. br. 1895       | Hanover ch. 1884               | Bourbon Belle               |                  |
| 父 Orby (GB) ch. 1904        | 父の母Rhoda B. br. 1895       | Margerine b. 1886              | Algerine                    | Algerine         |
| 父 Orby (GB) ch. 1904        | 父の母Rhoda B. br. 1895       | Margerine b. 1886              | Sweet Songstress            |                  |
| 母 Grand Geraldine (GB) 1905 | 母の父Desmond blk. 1896       | St. Simon br. 1881             | Galopin*                    | Galopin*         |
| 母 Grand Geraldine (GB) 1905 | 母の父Desmond blk. 1896       | St. Simon br. 1881             | St. Angela                  |                  |
| 母 Grand Geraldine (GB) 1905 | 母の父Desmond blk. 1896       | L'Abbesse de Jouarre blk. 1886 | Trappist                    | Trappist         |
| 母 Grand Geraldine (GB) 1905 | 母の父Desmond blk. 1896       | L'Abbesse de Jouarre blk. 1886 | Festive                     |                  |
| 母 Grand Geraldine (GB) 1905 | 母の母Grand Marnier blk. 1900 | Friar's Balsam ch. 1885        | Hermit                      | Hermit           |
| 母 Grand Geraldine (GB) 1905 | 母の母Grand Marnier blk. 1900 | Friar's Balsam ch. 1885        | Flower of Dorset            |                  |
| 母 Grand Geraldine (GB) 1905 | 母の母Grand Marnier blk. 1900 | Galopin mare br. 1887          | Galopin*                    | Galopin*         |
| 母 Grand Geraldine (GB) 1905 | 母の母Grand Marnier blk. 1900 | Galopin mare br. 1887          | Mother Superior(Family:5-c) |                  |
| 5代内の近親交配              | Galopin 4x4x4                 | Galopin 4x4x4                  | Galopin 4x4x4               |                  |

Note: b. = 鹿毛, blk. = 青毛, br. = Brown, ch. = 栗毛